# Moabit
Moabit er en bydel (tysk: Ortsteil) i Mitte-distriktet (tysk: Bezirk) i Berlin, Tyskland. Moabit har et areal på 7,72 km2 og et befolkningstal på 81.021 (2020). Bydelen har dermed en befolkningstæthed på 10.495 indbyggere pr. km2. 
Moabit har bydelsnummeret 0102.
Før en administrativ reform af byens bydele i 2001, hørte Moabit til Tiergarten. Moabit afgrænses af Spree, Berlin-Spandauer Schifffahrtskanal, Westhafenkanal og Charlottenburger Verbindungskanal. Moabit anvendes desuden som betegnelse for det lokale fængsel Justizvollzugsanstalt Moabit.
Moabit blev inkorpereret i Berlin i 1861, men har rødder tilbage til det 13. århundrede. Rødderne til bydelens navn er omstridt. Det kan muligvis spores tilbage til områdets første beboere, huguenotterne, på Frederik Vilhelm 1. af Preussens tid. Huguenotterne, der var franske flygtninge, navngav deres residens med en henvisning til Bibelens beskrivelse af israelitterne i Moab.
Efter Berlinmurens fald er Moabit ikke længere et grænseområde på kanten af Vestberlin, men et centralt område i det samlede Berlin. Grundet nærheden til Reichstag er mange nye bygninger blevet opført i Moabit, blandt andet det tyske indenrigsministerium. Én af Berlins ældste stationsbygninger, den nyklassicistiske Hamburger Bahnhof, opført i 1847, ligger også i Moabit. Banegården er i dag et af delstaten Berlins mange museer. 
52°31′45″N 13°20′30″Ø / 52.52917°N 13.34167°Ø